# Ernst Wallmark
Ernst Adam Wallmark, född 3 april 1834 i Stockholm, död där 12 november 1910, var en svensk översättare, författare och teaterledare. Han var son till Peter Adam Wallmark.
Wallmark avlade kansliexamen i Uppsala 1857 och tjänstgjorde i civila verk, slutligen som ordinarie amanuens 1898–1899 i riksarkivet. Han innehade i bolag med Ludvig Zetterholm Södra teatern i Stockholm 1871–1873, med Victor Holmquist Djurgårdsteatern 1873 och ensam Ladugårdslandsteatern 1873–1874. Han invaldes 1866 som associé i Kungliga Musikaliska Akademien. Han översatte, bearbetade eller författade sammanlagt för teatern mer än 160 pjäser på vers och prosa, däribland 22 större operor, vidare de flesta moderna operetter som getts i Stockholm sedan mitten av 1860-talet. Han författade även åtskilliga folklustspel samt texter till operetter och en opera. För svenska och danska musikförläggare översatte han mer än 500 sånger till musik. Wallmark är begravd på Lovö kyrkogård.